# تبتل
المسلم الصالح المتبتل إلى الله عز وجل يجتهد في العبادة ويخلصها إلى المولى عز وجل، وهو مصلح في مجتمعه، داع للخير والفضيلة، ساع بالمبادئ والقيم العليا، مجتهد في سبيل رقي أمته وتقدمها وعلوها وعزتها.

## لغةً
تبتل - التَّبَتُّلَ: [ ب ت ل ]. (فعل: خماسي لازم، متعد بحرف). تَبَتَّلْتُ ، أَتَبَتَّلُ، تَبَتَّلْ ، مصدر تَبَتُّلٌ.
تَبَتَّلَ : انقطع.
و تَبَتَّلَ عن الزواج: تركه زُهدًا فيه.
و تَبَتَّلَ إلى الله: تفرَّغ لعبادته.
تبتل : إنقطع، سقط: «تبتل الغصن من الشجرة».
«تَبَتَّلَتِ الْمَرْأَةُ»: تَزَيَّنَتْ.
المعجم الوسيط، المعجم:الرائد، المعجم:الغني

## اصطلاحاً
التَّبَتُّلَ: في العبادة هو الانقطاع إلى الله سبحانه وحده. فالمؤمن المتبتل إلى ربه هو الذي انقطع عن هوى نفسه تمامًا، وانفصل عن متاع الدنيا كله، فلم يعد يمس قلبه أبدًا، حتى لو ملكته يده فهو لا يشعر به ولا يجد له لذة ولا حلاوة.

## التبتل في القران الكريم
- قال الله تعالى في: سورة المزمل ﴿وَاذْكُرِ اسْمَ رَبِّكَ وَتَبَتَّلْ إِلَيْهِ تَبْتِيلًا ۝٨﴾ [المزمل:8].

- وقال تعالى: سورة الشرح ﴿فَإِذَا فَرَغْتَ فَانْصَبْ ۝٧ وَإِلَى رَبِّكَ فَارْغَبْ ۝٨﴾ [الشرح:7–8].

والتبتل هو الصورة الموحية للمؤمن الذي خلص لربه عز وجل فلم يجعل للدنيا فيه نصيب، ولم يجعل لشهواتها في قلبه مكانا ولا لصراعاتها في نفسه قدرا ولا لزخرفها قيمة.
- قال السعدي في تفسير: «وَتَبَتَّلْ إِلَيْهِ تَبْتِيلاً»: «أي انقطع إليه، فإن الانقطاع إلى الله والإنابة إليه هو الانفصال بالقلب عن الخلائق والاتصاف بمحبة الله وما يقرب إليه ويوفي من رضاه»

## أنواع التبتل

### تبتل محمود
أمر الله تعالى به، وهو الانقطاع إلى الله تعالى مع إخلاص العبادة له بعد قضاء ما يحتاجه الإنسان.

### تبتل مذموم
وهو سلوك مسلك النصارى في ترك النكاح، والترهب في الصوامع، وترك أكل ما لذ كاللحم، أو التشديد على النفس في العبادة على خلاف هدي النبي ﷺ كصوم الدهر، وقيام الليل كله دائما، ونحو ذلك. وقد نهى الله تعالى ورسوله ﷺ عن هذا التبتل والرهبانية، فقال
سبحانه وتعالى سورة الحديد ﴿ثُمَّ قَفَّيْنَا عَلَى آثَارِهِمْ بِرُسُلِنَا وَقَفَّيْنَا بِعِيسَى ابْنِ مَرْيَمَ وَآتَيْنَاهُ الْإِنْجِيلَ وَجَعَلْنَا فِي قُلُوبِ الَّذِينَ اتَّبَعُوهُ رَأْفَةً وَرَحْمَةً وَرَهْبَانِيَّةً ابْتَدَعُوهَا مَا كَتَبْنَاهَا عَلَيْهِمْ إِلَّا ابْتِغَاءَ رِضْوَانِ اللَّهِ فَمَا رَعَوْهَا حَقَّ رِعَايَتِهَا فَآتَيْنَا الَّذِينَ آمَنُوا مِنْهُمْ أَجْرَهُمْ وَكَثِيرٌ مِنْهُمْ فَاسِقُونَ ۝٢٧﴾ [الحديد:27]

والواجب على المسلم أن يسلك سبيل خير البشر محمد ﷺ الذي كان أتقى الناس، وأخشاهم، ولا يرغب عن هديه وسنته.

- قال القرطبي: «فالتبتل المأمور به: الانقطاع إلى الله بإخلاص العبادة، والتبتل المنهي عنه هوسلوك مسلك النصارى في ترك النكاح والترهب في الصوامع»

قال تعالى في سورة البقرة ﴿فَإِذَا قَضَيْتُمْ مَنَاسِكَكُمْ فَاذْكُرُوا اللَّهَ كَذِكْرِكُمْ آبَاءَكُمْ أَوْ أَشَدَّ ذِكْرًا فَمِنَ النَّاسِ مَنْ يَقُولُ رَبَّنَا آتِنَا فِي الدُّنْيَا وَمَا لَهُ فِي الْآخِرَةِ مِنْ خَلَاقٍ ۝٢٠٠ وَمِنْهُمْ مَنْ يَقُولُ رَبَّنَا آتِنَا فِي الدُّنْيَا حَسَنَةً وَفِي الْآخِرَةِ حَسَنَةً وَقِنَا عَذَابَ النَّارِ ۝٢٠١﴾ [البقرة:200–201]

والمؤمن الصالح المتبتل إلى الله عز وجل يحاول إحياء الشعور في نفسه بالوَحدة الإيمانية، والوحدة الوطنية الخاصة، والوحدة الإنسانية العامة، وبذلك يَعرف حق مجتمعه الديني والوطني والإنساني، فيقوم به على الوجه الذي تَقتضيه شخصيَّته في بناء هذه المجتمعات.

سورة الأحقاف ﴿قُلْ مَا كُنْتُ بِدْعًا مِنَ الرُّسُلِ وَمَا أَدْرِي مَا يُفْعَلُ بِي وَلَا بِكُمْ إِنْ أَتَّبِعُ إِلَّا مَا يُوحَى إِلَيَّ وَمَا أَنَا إِلَّا نَذِيرٌ مُبِينٌ ۝٩﴾ [الأحقاف:9] .

المؤمن في مرتبة التبتل يقود نفسه ولا تقوده، يسخر كل طاقته لله، ولا يسخر من القيم والمبادئ، نجد ان الله عز وجل يقول في:
سورة الأعراف ﴿وَلِلَّهِ الْأَسْمَاءُ الْحُسْنَى فَادْعُوهُ بِهَا وَذَرُوا الَّذِينَ يُلْحِدُونَ فِي أَسْمَائِهِ سَيُجْزَوْنَ مَا كَانُوا يَعْمَلُونَ ۝١٨٠﴾ [الأعراف:180] .

بتل قطع، تبتل تفعل، التفعل العمل المتكرر، انظر كسر تكسر، تكسر على مراحل، فالتبتل هو الانقطاع المستمر، الانقطاع المتعدد، منقطع لله عز وجل، وسميت مريم البتول بتولاً لانقطاعها عن الازواج، وعن أن يكون لها نظراء من نساء زمانها.
﴿ يَا مَرْيَمُ إِنَّ اللَّهَ اصْطَفَاكِ وَطَهَّرَكِ وَاصْطَفَاكِ عَلَى نِسَاءِ الْعَالَمِينَ ﴾
[ سورة آل عمران ]

## وصلات خارجية
- http://www.almaany.com/home.php?language=arabic&word
- الفتاوى الإسلامية.
- دليل المواقع الإسلامية المتكامل.
- الشبكة الإسلامية.
- الشيعة الإمامية.
- موقع الإسلام موقع متعدد اللغات.